# SV Helios 02 Leipzig
SV Helios 02 Leipzig was een Duitse voetbalclub uit Leipzig, Saksen.

## Geschiedenis
De club werd op 1 juli 1902 opgericht. De club was aangesloten bij de Midden-Duitse voetbalbond en speelde in de competitie van Noordwest-Saksen. In 1911 promoveerde de club naar de hoogste klasse, maar werd daar afgetekend laatste met slechts twee punten.
Na de Tweede Wereldoorlog werden alle Duitse voetbalclubs opgeheven. Helios werd niet meer heropgericht.